# Liste der Biografien/Gax
Liste der Biografien |
Portal Biografien |
Personensuche
# |
A |
B |
C |
D |
E |
F |
G |
H |
I |
J |
K |
L |
M |
N |
O |
P |
Q |
R |
S |
T |
U |
V |
W |
X |
Y |
Z |
?
 
Ga |
Gb |
Gc |
Gd |
Ge |
Gf |
Gh |
Gi |
Gj |
Gk |
Gl |
Gm |
Gn |
Go |
Gp |
Gq |
Gr |
Gs |
Gu |
Gv |
Gw |
Gy |
Gz
 
Gaa |
Gab |
Gac |
Gad |
Gae |
Gaf |
Gag |
Gah |
Gai |
Gaj |
Gak |
Gal |
Gam |
Gan |
Gao |
Gap |
Gaq |
Gar |
Gas |
Gat |
Gau |
Gav |
Gaw |
Gax |
Gay |
Gaz
Die Liste der Biografien führt alle Personen auf, die in der deutschsprachigen Wikipedia einen Artikel haben. Dieses ist eine Teilliste mit 7 Einträgen von Personen, deren Namen mit den Buchstaben „Gax“ beginnt.

## Gax

### Gaxa
- Gaxa, Siboniso (* 1984), südafrikanischer Fußballspieler

### Gaxh
- Gaxha, Adrian (* 1984), nordmazedonischer Popsänger

### Gaxi
- Gaxiola, Álvaro (1937–2003), mexikanischer Wasserspringer
- Gaxiola, Daniela (* 1992), mexikanische Bahnradsportlerin
- Gaxiola, Hilda (* 1972), mexikanische Beachvolleyballspielerin
- Gaxiola, Josué (* 1997), mexikanischer Beachvolleyballspieler

### Gaxo
- Gaxotte, Pierre (1895–1982), französischer Historiker und Journalist